# یورگن موساک
یورگن موساک (انگلیسی: Jürgen Mossack؛ زادهٔ ۲۰ مارس ۱۹۴۸) یک وکیل اهل آلمان است. وی مؤسس شرکت موساک فونسکا است که شرکتی پانامایی است و در ۴۰ کشور از جهان شعبه دارد.